# Poutre-caisson

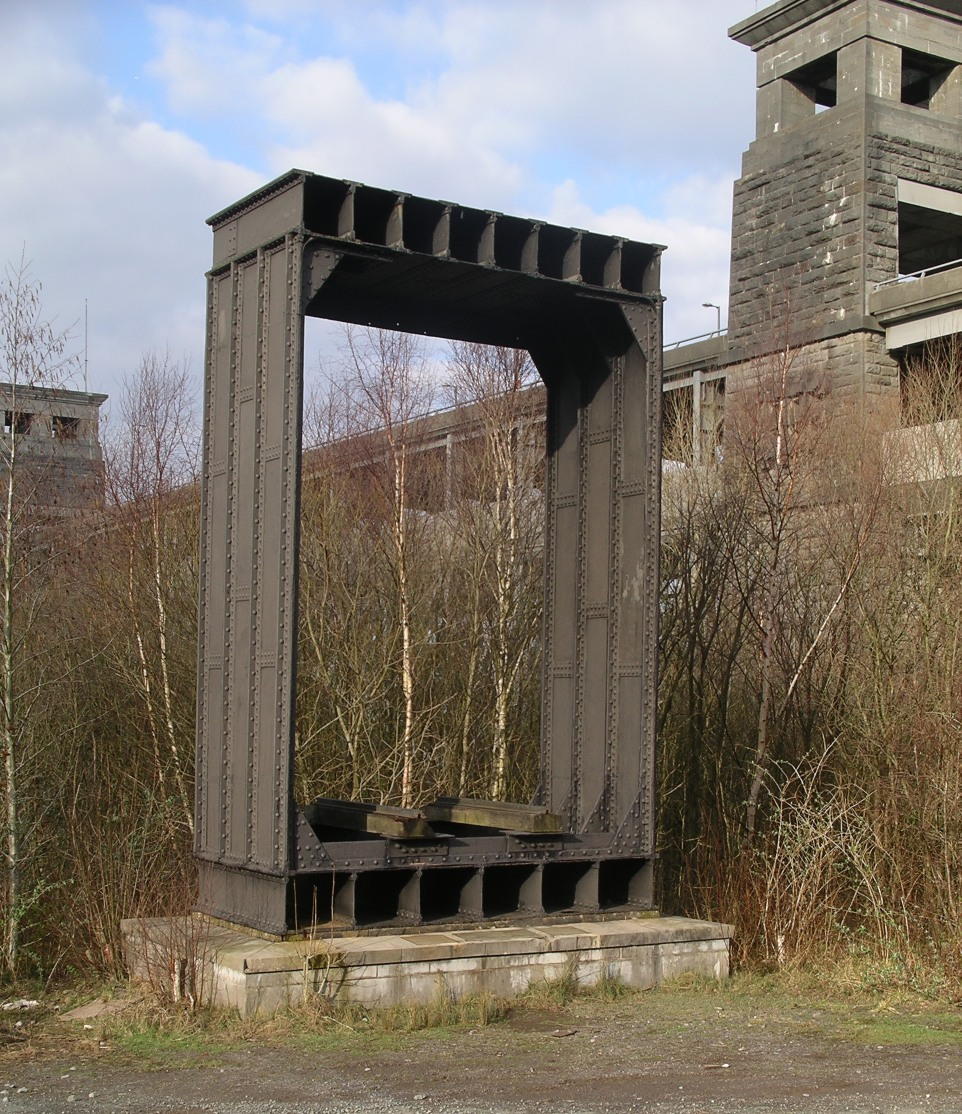
Une partie du pont Britannia, l'une des premières structures de pont dotées d'une poutre-caisson. Le chemin ferroviaire passait à l'intérieur du pont.

Dans le domaine de la construction et de l'ingénierie, une poutre caisson, ou poutre-caisson creuse ou poutre creuse est une poutre dont la forme en section transversale (de) renferme une cavité, contrairement à une poutre à âme pleine. La forme en section transversale confère à la structure de support une grande stabilité, semblable à celle d'un tube ou d'un tuyau. Les poutres-caisson sont utilisées pour la superstructure des pont à poutres, appelés « ponts en poutre-caisson », ainsi que pour l'arc de certains ponts en arc ; ils peuvent être utilisées pour d'autres structures. Les composants verticaux à âme creuse, tels que les grands piliers de pont, ne sont pas appelés poutres creuses, mais plutôt « composants à section creuse ».

## Caractéristiques

Poutre-caisson moderne en béton pour un pont à poutres. Les positions habituelles d'installation des câbles sont marquées. La dalle de roulement fait saillie latéralement.

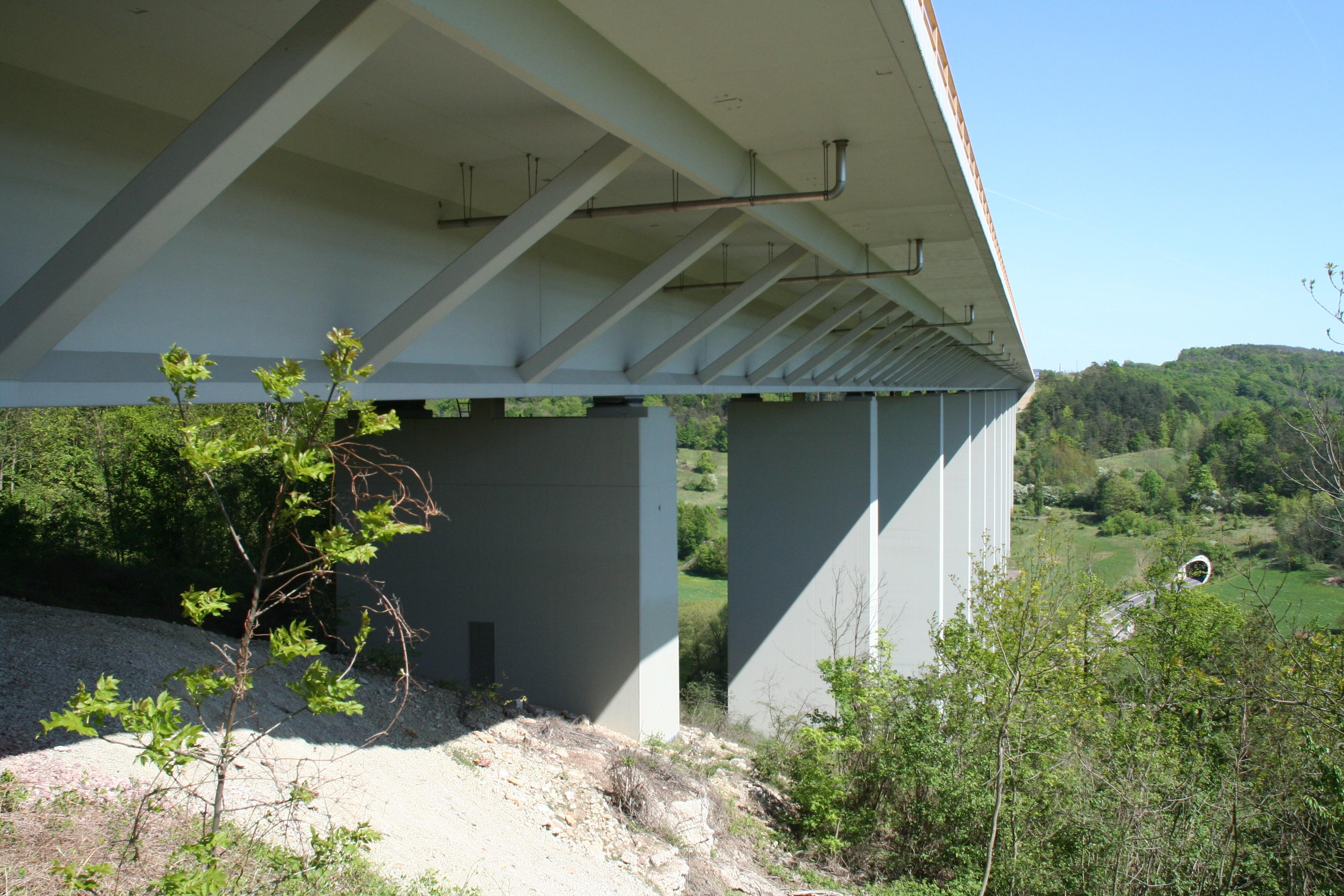
, pont à poutres avec section transversale creuse et entretoises de compression

Dans sa forme la plus simple, un caisson se compose d'une plaque de base, de deux poutres longitudinales et d'une plaque de recouvrement qui enferment la cavité. La cavité a généralement une section rectangulaire ou trapézoïdale, mais celle-ci peut également être triangulaire si aucune plaque de base n'est utilisée. Les plaques de base et de recouvrement sont également appelées Aile ou semelles (en allemand : Gurte), les poutres longitudinales sont appelées Âme. En plus des deux âmes qui limitent la cavité vers l'extérieur, la cavité peut être divisée par des âmes internes supplémentaires. Les cavités individuelles sont appelées cellules (zellen). En conséquence, un caisson sans âmes internes supplémentaires est appelée à une seule cellule (einzellig), une boîte avec une subdivision est appelée à deux cellules (zweizellig), et ainsi de suite. Les espaces intérieurs des caissons sont généralement accessibles et éclairés à des fins de contrôle et de maintenance (réseau ou coffret, éventuellement prises).

### Propriétés mécaniques
Les propriétés mécaniques sont comparables à celles des tuyaux ou à celles du bambou naturel. La forme de la section confère aux poutres-caisson creuses une grande rigidité, tant en flexion qu'en torsion. Les parois d'une poutre creuse sont relativement éloignées du centre de gravité, ce qui entraîne un module d'inertie important. Le mur, entièrement fermé, permet également un module de torsion important.
De plus, les poutres de cette conception ne se déforment pas sous la pression longitudinale aussi rapidement que les barres ayant la même surface de section transversale, mais une géométrie de section transversale plus compacte, qui est due à leur épaisseur moindre avec la même utilisation de matériau.

### Matériaux
Dans la construction de ponts, la plupart des poutres-caisson sont en béton armé ou en béton précontraint, mais de l'acier de construction soudé est également utilisé. Dans le cas des ponts à poutres creuses en construction composite en acier (de), il s'agit d'une plaque de base et d'âmes en acier de construction, qui sont recouvertes d'une dalle de chaussée en béton armé. La dalle en béton est reliée aux pièces en acier à l'aide de boulon à tête (de) .

## Utilisations

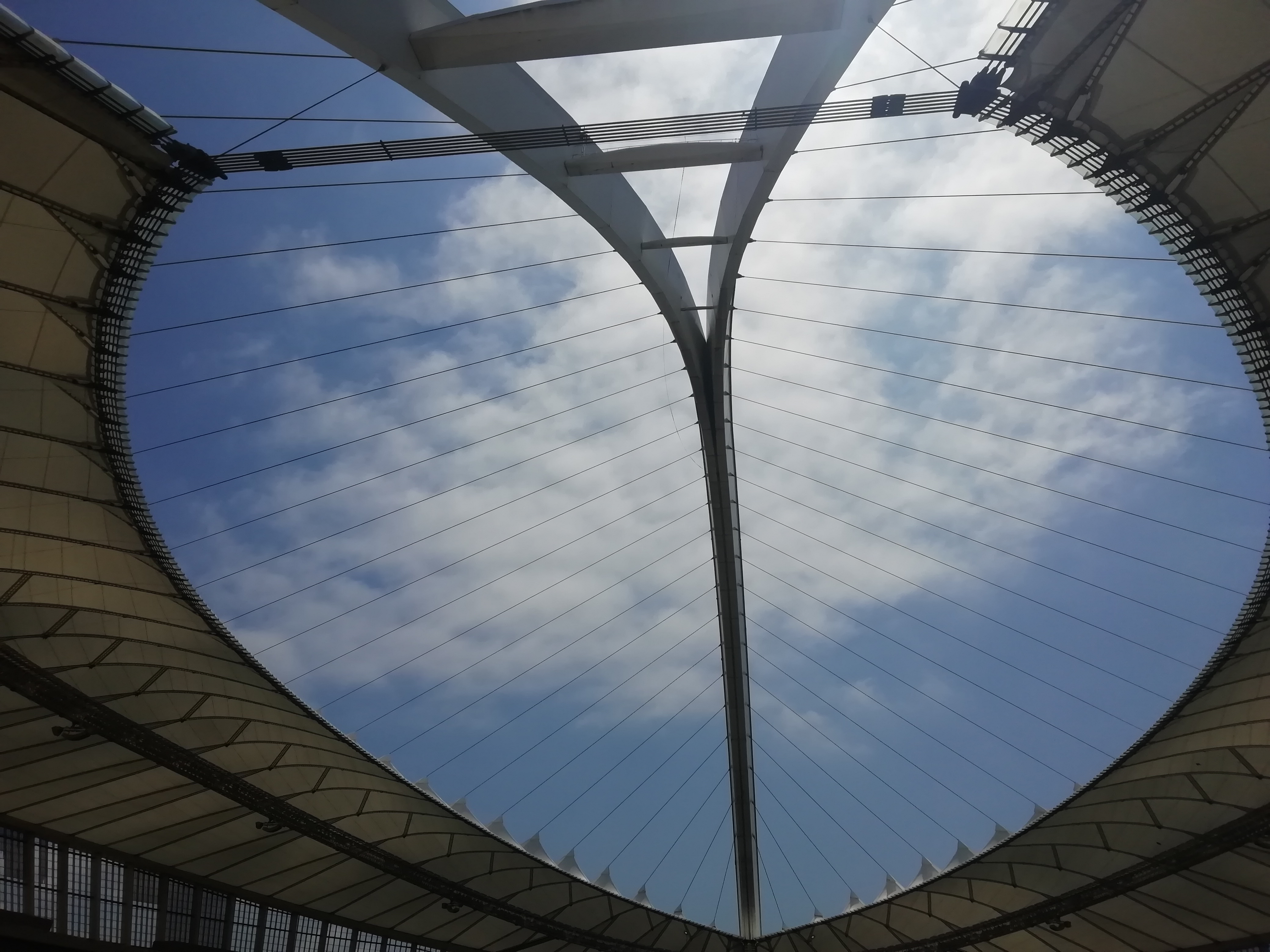
Stade Moses Mabhida

Les poutres-caisson à une ou plusieurs cellules sont utilisées dans les ponts à poutres, les pont en poutre-caisson. La semelle de recouvrement sert généralement de dalle de roulement, et dépasse souvent des poutres longitudinales. La cavité a souvent une forme trapézoïdale. L'encorbellement peut être soutenue par des entretoises de compression supplémentaires entre la plaque de base et la projection.
Dans les ponts en arc, des poutres-caisson en béton armé sont souvent utilisées pour l'arc, sur lequel la dalle de roulement est soutenue par de fines colonnes.
Un exemple d'utilisation en dehors de la construction de ponts est le stade Moses Mabhida à Durban, dont le toit est soutenu par une poutre-caisson creuse conçue comme un arc.
Les avions ainsi que les navires modernes en acier exploitent également les propriétés des poutres caisson. Les fuselages des avions, les caissons de voilure sont pensés comme des poutre- caisson. La nécessité d'avoir des structures légères motive l'utilisation de tôle fine employées à revêtement travaillant. Le fuselage du Airspeed AS.51 Horsa est conçu comme une poutre creuse en contreplaqué moulé. Un navire peut être conceptuellement considéré comme une poutre caisson lors des calcul de flèche.

## Histoire et développement

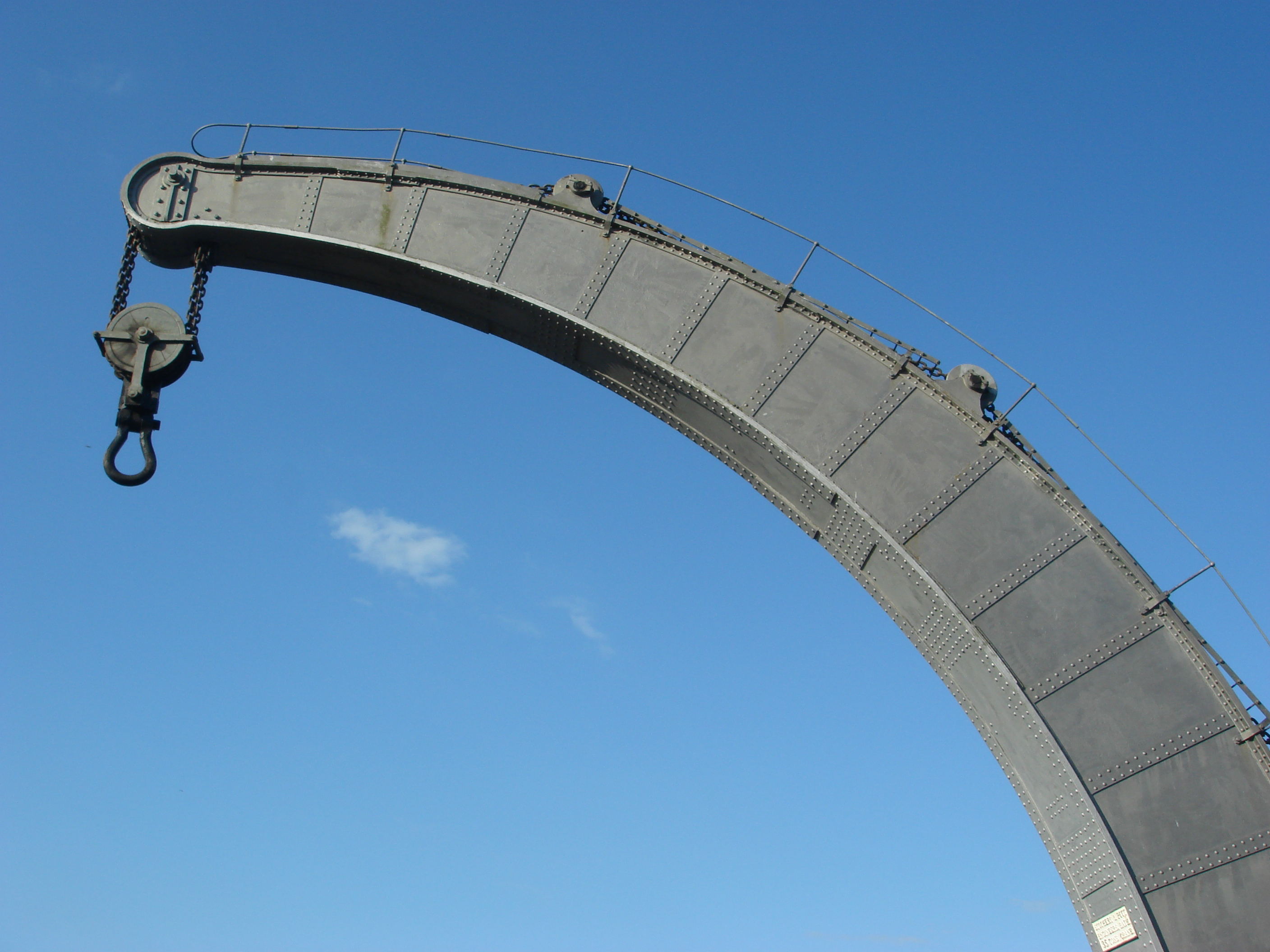
Flèche de poutre-caisson de la grue portuaire de Fairbairn

Les premiers ponts à poutres-caisson furent le pont ferroviaire de Conwy, construit en 1849, et le pont Britannia au Pays de Galles, construit en 1850. Dans ces ponts, la chaussée passait à l'intérieur de poutres constituées de plaques de fer forgé assemblées par rivetage, c'est pourquoi les structures étaient appelées ponts tubulaires. L'ingénieur britannique Robert Stephenson fut chargé de construire les ponts et fit appel au mathématicien Eaton Hodgkinson et à l'architecte naval écossais William Fairbairn. Fairbairn s'était déjà occupé du comportement porteur et de l'optimisation des sections transversales. La construction à poutres creuses choisie pour le pont Britannia était nettement plus porteuse que prévu, de sorte que la suspension des poutres sur chaînes prévue auparavant n'a pas été nécessaire. 

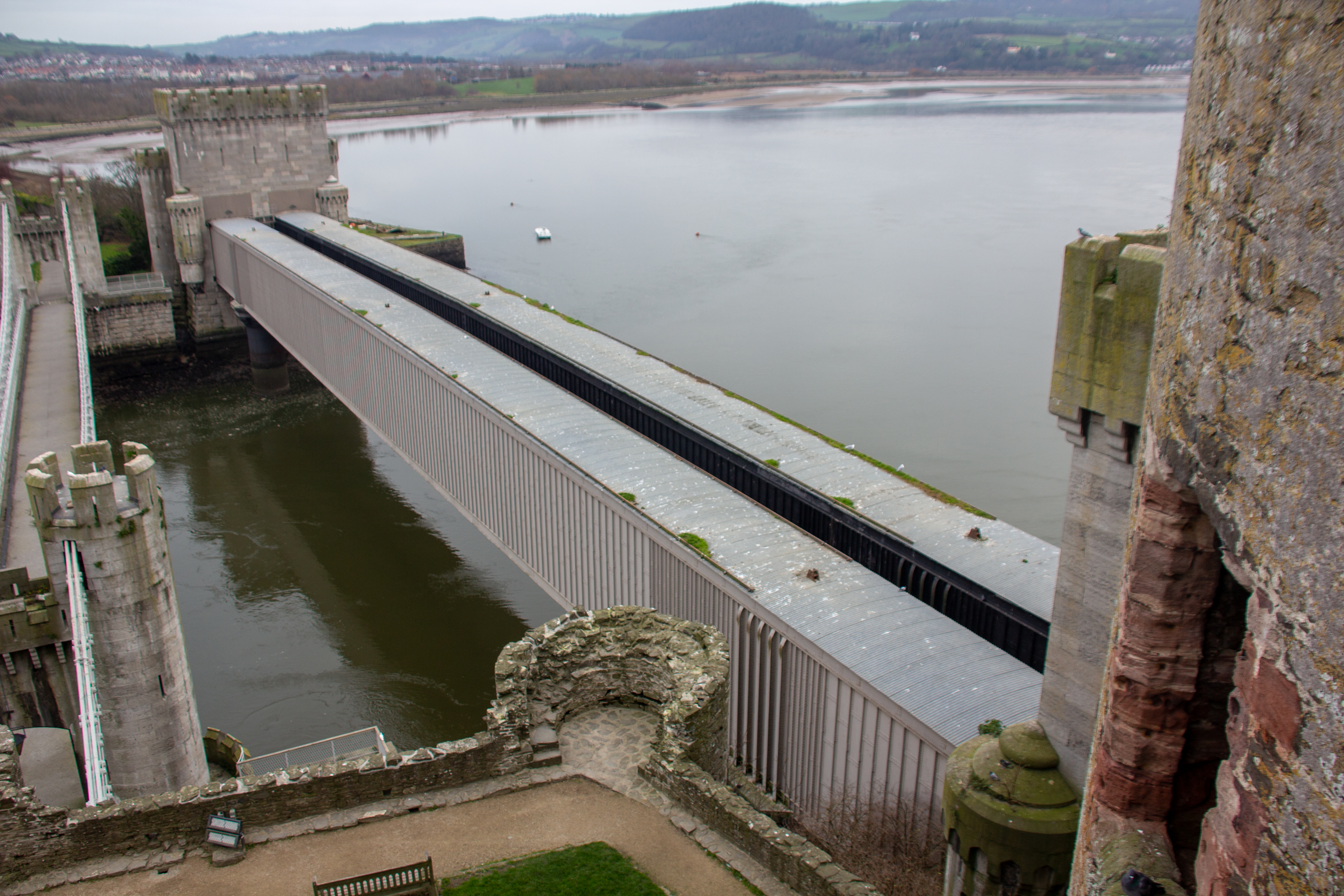
Pont ferroviaire de Conwy

Toujours en 1850, Fairbairn utilisa pour la première fois une section transversale de poutre creuse pour une grue portuaire à vapeur, la Fairbairn steam crane (en). La poutre-caisson creuse de la flèche arquée de la grue était faite de plaques de fer forgé rivetée.
Un autre pont à poutres-caisson prévu par Robert Stephenson sur la base du modèle du pont Britannia était le pont Victoria à Montréal au Canada, achevé en 1859 et remplacé par un pont en treillis d'acier en 1898.

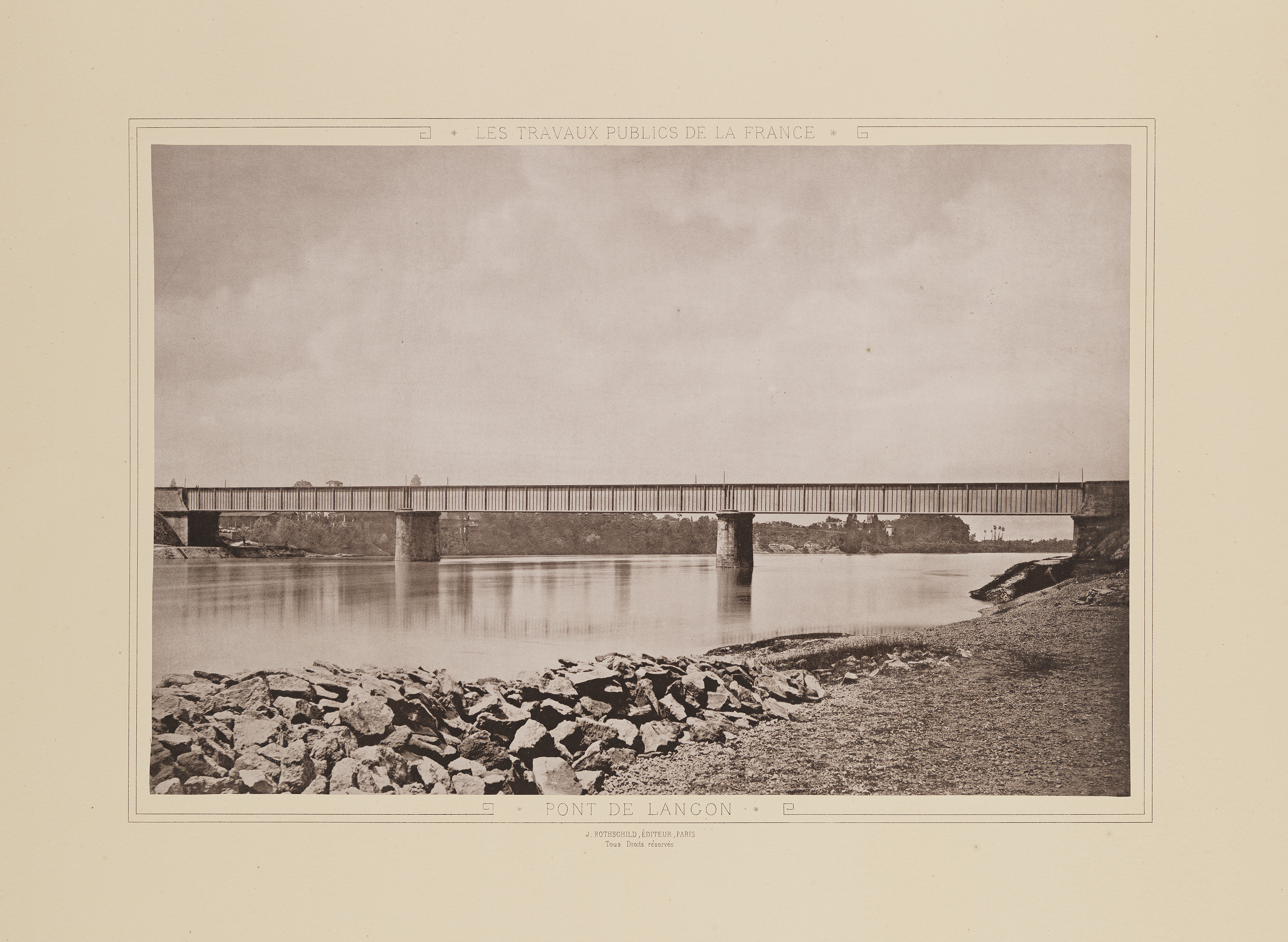
Pont ferroviaire de Langon - Les Travaux Publics de la France

En France, Eugène Flachat a utilisé le principe pour la reconstruction, achevée en 1852, du pont ferroviaire d'Asnières sur la Seine, détruit par un incendie criminel et qui fut aussi le premier pont en fer forgé en France. Cependant, leurs poutres-caisson n'avaient que 2,28 m de haut et les quatre voies reposaient sur cinq poutres-caisson parallèles. Ce projet fut repris trois ans plus tard sur le pont ferroviaire de Langon (Gironde) sur la Garonne .
Karl Marguerre (de)a traité de la théorie des caissons multi-cellules dès 1940. Le pont Deutzer Brücke à Cologne, conçu par Fritz Leonhardt et achevé en 1948, est considéré comme le premier pont au monde doté d'une poutre creuse en acier à trois cellules .